# Nancray
Nancray és un municipi francès situat al departament del Doubs i a la regió de Borgonya - Franc Comtat. L'any 2007 tenia 1.193 habitants.

## Demografia

### Població
El 2007 la població de fet de Nancray era de 1.193 persones. Hi havia 440 famílies de les quals 87 eren unipersonals (33 homes vivint sols i 54 dones vivint soles), 145 parelles sense fills, 183 parelles amb fills i 25 famílies monoparentals amb fills.
La població ha evolucionat segons el següent gràfic:
Habitants censats

### Habitatges
El 2007 hi havia 496 habitatges, 448 eren l'habitatge principal de la família, 9 eren segones residències i 39 estaven desocupats. 398 eren cases i 98 eren apartaments. Dels 448 habitatges principals, 358 estaven ocupats pels seus propietaris, 80 estaven llogats i ocupats pels llogaters i 9 estaven cedits a títol gratuït; 1 tenia una cambra, 11 en tenien dues, 68 en tenien tres, 80 en tenien quatre i 288 en tenien cinc o més. 403 habitatges disposaven pel capbaix d'una plaça de pàrquing. A 161 habitatges hi havia un automòbil i a 255 n'hi havia dos o més.

### Piràmide de població
La piràmide de població per edats i sexe el 2009 era:
| Homes | Edats   | Dones |
| ----- | ------- | ----- |
| 0     | 95 o +  | 0     |
| 0     | 90 a 94 | 0     |
| 4     | 85 a 89 | 8     |
| 0     | 80 a 84 | 4     |
| 16    | 75 a 79 | 4     |
| 8     | 70 a 74 | 12    |
| 16    | 65 a 69 | 20    |
| 24    | 60 a 64 | 28    |
| 32    | 55 a 59 | 24    |
| 40    | 50 a 54 | 28    |
| 68    | 45 a 49 | 32    |
| 44    | 40 a 44 | 56    |
| 36    | 35 a 39 | 40    |
| 16    | 30 a 34 | 24    |
| 48    | 25 a 29 | 36    |
| 28    | 20 a 24 | 24    |
| 44    | 15 a 19 | 20    |
| 36    | 10 a 14 | 48    |
| 40    | 5 a 9   | 48    |
| 24    | 0 a 4   | 32    |

## Economia
El 2007 la població en edat de treballar era de 766 persones, 590 eren actives i 176 eren inactives. De les 590 persones actives 560 estaven ocupades (300 homes i 260 dones) i 31 estaven aturades (15 homes i 16 dones). De les 176 persones inactives 68 estaven jubilades, 73 estaven estudiant i 35 estaven classificades com a «altres inactius».

### Ingressos
El 2009 a Nancray hi havia 465 unitats fiscals que integraven 1.265 persones, la mediana anual d'ingressos fiscals per persona era de 20.437 €.

### Activitats econòmiques
Dels 46 establiments que hi havia el 2007, 1 era d'una empresa alimentària, 1 d'una empresa de fabricació de material elèctric, 10 d'empreses de construcció, 8 d'empreses de comerç i reparació d'automòbils, 1 d'una empresa de transport, 2 d'empreses d'hostatgeria i restauració, 1 d'una empresa d'informació i comunicació, 1 d'una empresa financera, 3 d'empreses immobiliàries, 6 d'empreses de serveis, 8 d'entitats de l'administració pública i 4 d'empreses classificades com a «altres activitats de serveis».
Dels 14 establiments de servei als particulars que hi havia el 2009, 1 era una funerària, 1 taller de reparació d'automòbils i de material agrícola, 1 paleta, 4 guixaires pintors, 3 fusteries, 1 lampisteria, 1 perruqueria, 1 restaurant i 1 agència immobiliària.
Dels 4 establiments comercials que hi havia el 2009, 1 era una botiga de més de 120 m², 1 una botiga de menys de 120 m², 1 una botiga de material de revestiment de parets i terra i 1 una joieria.
L'any 2000 a Nancray hi havia 15 explotacions agrícoles que ocupaven un total de 664 hectàrees.

## Equipaments sanitaris i escolars
El 2009 hi havia una escola elemental.

## Poblacions més properes
El següent diagrama mostra les poblacions més properes.